# 锡朗 (安德尔-卢瓦尔省)
锡朗（法語：Ciran，法語發音：[siʁɑ̃]）是法国安德尔-卢瓦尔省的一个市镇，位于该省东南部，属于洛什区。

## 地理
锡朗（47°3'35"N, 0°52'21"E）面积13.86 平方千米，位于法国中央-卢瓦尔河谷大区安德尔-卢瓦尔省，该省份为法国中西部省份，北起萨尔特省、东北接卢瓦-谢尔省，东南接安德尔省，南至维埃纳省，西临曼恩-卢瓦尔省。
与锡朗接壤的市镇（或旧市镇、城区）包括：埃沃勒穆捷、费里耶尔拉尔松、利格伊、穆宰、瓦雷讷、武镇。

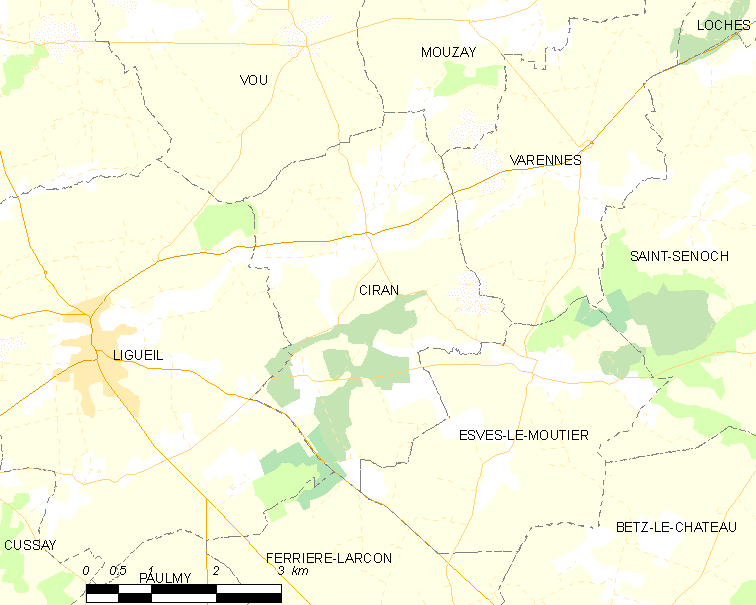
的OSM定位图

锡朗的时区为UTC+01:00、UTC+02:00（夏令时）。

## 行政
锡朗的邮政编码为37240，INSEE市镇编码为37078。

## 政治
锡朗所属的省级选区为笛卡尔县。

## 人口

1962-2008年间人口变化图示

锡朗于2022年1月1日时的人口数量为428人。